# Play for Japan: The Album
Play for Japan è un progetto concretizzatosi in una compilation musicale nata da un'iniziativa del compositore giapponese Akira Yamaoka (celebre per le colonne sonore della serie di videogiochi Silent Hill) il cui ricavato economico è interamente devoluto in beneficenza per le vittime del Terremoto del Giappone del 2011.

## Tracce
1. Akira Yamaoka (Shadows of the Damned) -- "Ex Animo"
2. Arthur Inasi (Harmonix) -- "We Are One"
3. Bear McCreary (SOCOM 4) -- "Maverick Regeneration"
4. Chance Thomas (Lord of the Rings Online) -- "Rise Up"
5. Hip Tanaka (Metroid) -- "HVC-1384"
6. Inon Zur (Dragon Age) feat. The Lyris Quartet -- "Remember"
7. Jason Graves (Dead Space) -- "Necromancer"
8. Laura Karpman (Everquest II) in collaborazione con Lisbeth Scott -- "Pine Wind Sound"
9. Laura Shigihara (Plants vs. Zombies) -- Jump"
10. Kōji Kondō (Super Mario Bros.) -- "Super Mario Medley"
11. Mitsuto Suzuki (The 3rd Birthday) -- "Play for You"
12. Nobuko Toda (Metal Gear Solid 4) -- "Reminiscence"
13. Nobuo Uematsu (Final Fantasy) -- "Every New Morning"
14. Penka Kouneva (Prince of Persia: Le sabbie del tempo) -- "White Cloud"
15. Sean Murray (Call of Duty) -- "The Temple Stone"
16. Tommy Tallarico (Advent Rising) -- "Greater Lights"
17. Woody Jackson (Red Dead Redemption) -- "Moshi Moshi"
18. Yasunori Mitsuda (Chrono Trigger) -- "Dimension Break"

## Curiosità
L'autore della cover dell'album è Yoshitaka Amano, artista noto anche per la sua collaborazione per la serie di videogiochi Final Fantasy.